# Mônica: Força
Mônica: Força é um romance gráfico publicado em 2016 pela Panini Comics como parte do projeto Graphic MSP, que traz releituras dos personagens da Turma da Mônica sob a visão de artistas brasileiros dos mais variados estilos. O livro foi escrito e desenhado por Bianca Pinheiro. A história é a primeira a ser protagonizada exclusivamente pela personagem Mônica (o álbum Turma da Mônica: Lições e suas sequências traziam todos os principais personagens como coprotagonistas) e fala sobre o maior desafio da vida da garota e no qual ela não pode usar sua superporia para resolver: a ameaça de divórcio de seus pais. Em 2017, o livro ganhou o 29º Troféu HQ Mix na categoria "melhor publicação juvenil".